# Critics' Choice Movie Award du meilleur son
Le Critics' Choice Movie Award du meilleur son (Broadcast Film Critics Association Award for Best Sound) est une récompense décernée aux professionnels de l'industrie du cinéma par le jury de la Broadcast Film Critics Association de 2010 à 2012.

## Palmarès

### Années 2010
- 2010[1] : Avatar
  - District 9
  - Démineurs (The Hurt Locker)
  - Nine
  - Star Trek

- 2011[2] : Inception
  - 127 heures (127 Hours)
  - Black Swan
  - The Social Network
  - Toy Story 3

- 2012[3] : Harry Potter et les Reliques de la Mort - 2e partie (Harry Potter and the Deathly Hallows - Part 2)
  - Cheval de guerre (War Horse)
  - Hugo Cabret (Hugo)
  - Super 8
  - The Tree of Life